# Pogonolepis muelleriana
Pogonolepis muelleriana là một loài thực vật có hoa trong họ Cúc. Loài này được (Sond.) P.S.Short miêu tả khoa học đầu tiên năm 1981.